# 唐納德山
唐納德山（Slieve Donard）是北愛爾蘭的最高峰，也是阿爾斯特省的最高峰，位於北愛爾蘭東南部的蒙恩山脈，靠近城鎮紐卡斯爾。海拔高度850公尺。

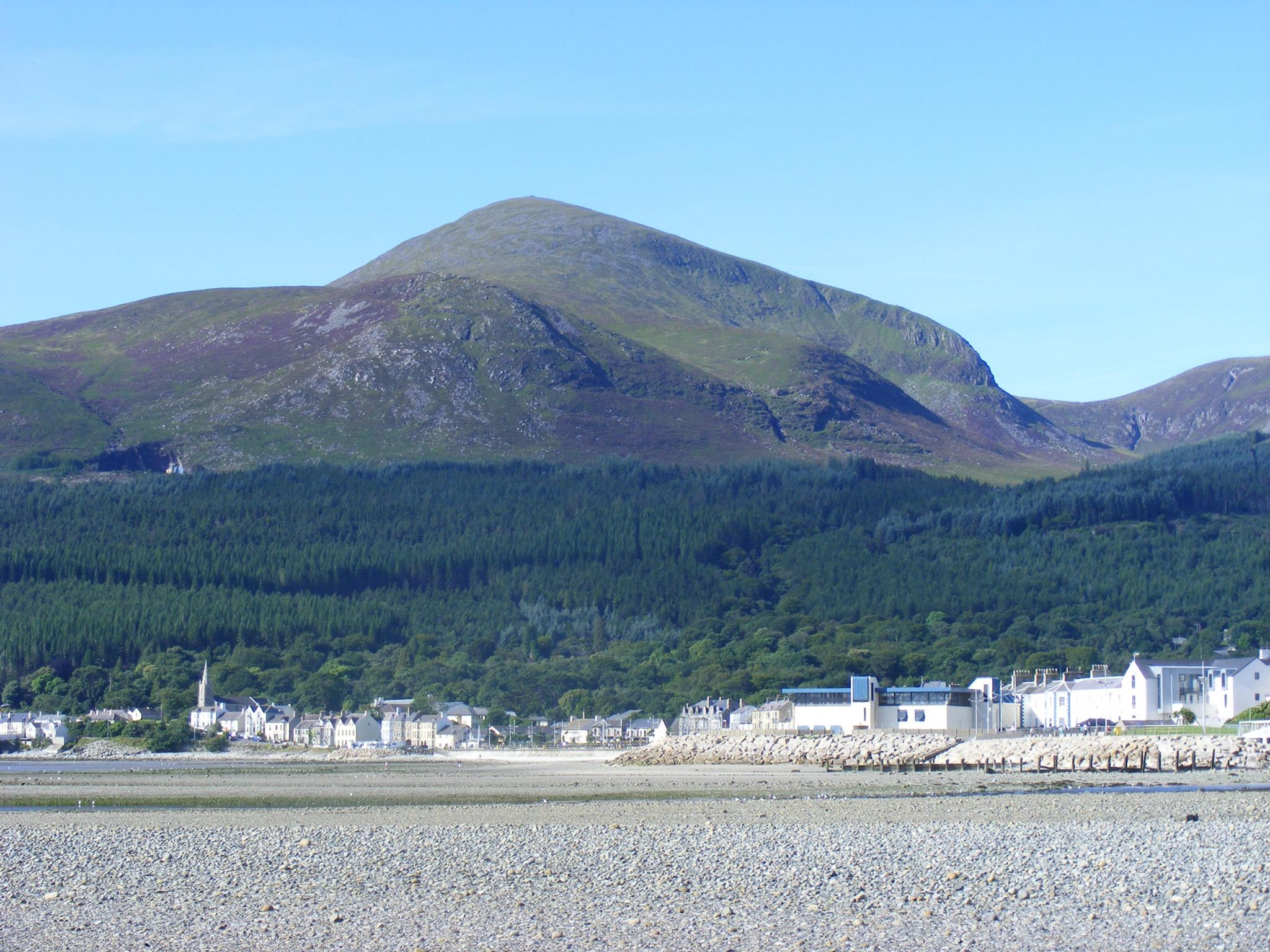
唐納德山

在唐納德山山頂上有兩個墳塚，在愛爾蘭神話中相傳是通往神界的入口。唐納德山與派翠克山一同被視為愛爾蘭的聖山。